# Mr Love: Queen's Choice
Mr Love: Queen's Choice (en chino simplificado, 恋与制作人; pinyin, Liàn yǔ zhìzuò rén; literalmente, ‘Love and Producer’) es un juego móvil de novela visual publicado por Elex. Está orientado a mujeres chinas que les da la oportunidad de enviar mensajes de texto, chatear e incluso llamar al principal personajes mientras desarrollan su propia carrera como productor de medios.
El juego fue lanzado el 20 de marzo de 2019 en Google Play en el Reino Unido. También se lanzó en Japón como Love and Producer ~EVOL×LOVE~.
Una adaptación a serie de anime producida por el estudio MAPPA se estrenó en Japón el 15 de julio de 2020. En Latinoamérica es transmitido por Crunchyroll.

## Contenido del juego
El juego consiste básicamente en una parte de aventura para avanzar en la historia y una parte de simulación para la producción del programa usando la tarjeta "Kizuna" obtenida por un método aleatorio de provisión de elementos llamado "Kizuna no Ki". Cada tarjeta tiene una historia individual llamada "fecha" para cada personaje, y si logras producir el programa, puedes obtener varias recompensas claras que pueden fortalecer la tarjeta, por lo que el jugador progresa el juego repitiendo esto alternativamente.´
Además, como una característica clave de este trabajo, hay un sistema móvil que interactúa con los cuatro personajes masculinos que son los personajes principales, "mensaje" en formato de chat, "llamada" con voz completa, "línea de tiempo" donde los comentarios se publican en las publicaciones mediante el uso de múltiples funciones como "noticias", que te mantiene al día con los personajes principales.

## Sinopsis
En un mundo lleno de superpoderes, fantasía y sorpresa, experimentarás toda la vida de una chica y te involucrarás profundamente con 4 personajes masculinos, sintiendo su romance, amor, misterio y conflicto en una historia profunda que abarca docenas de episodios.

## Media

### Anime
El 8 de julio de 2019 se anunció una adaptación de la serie de televisión de anime. La serie está dirigida por Munehisa Sakai en el estudio MAPPA, con guiones escritos por Kiyoko Yoshimura y personajes diseñados por Jinshichi Yamaguchi. Emoto Entertainment está produciendo la serie.
Se estrenó el 15 de julio de 2020 en Tokyo MX. La canción principal de apertura, "Nibiiro no Yoake" (Dark Grey Dawn), será interpretada por Yutaro Miura. El tema final, "Maioritekita Yuki" (Snow That Flies Down), será interpretado por Konomi Suzuki.